# بيفان فرانسمان
بيفان فرانسمان (بالإنجليزية: Bevan Fransman)‏، من مواليد 31 أكتوبر 1983 في كيب تاون في محافظة كيب الغربية في جنوب أفريقيا، لاعب كرة قدم جنوب أفريقي.
لعب لكل من الأندية التالية: نادي كايزرشيفس ونادي ايكسولسيور موسكرون وهو يلعب الآن مع نادي موروكا سوالوز الجنوب أفريقي.
و هو يلعب مع منتخب جنوب أفريقيا لكرة القدم.

## وصلات خارجية
- بيفان فرانسمان على موقع قاعدة بيانات كرة القدم.إي يو (الإنجليزية)
- بيفان فرانسمان على موقع ناشيونال فوتبول تيمز (الإنجليزية)
- بيفان فرانسمان على موقع Soccerway.com (الإنجليزية)